# Співвідношення Клаузіуса — Моссотті
Формула Клаузіуса-Моссотті визначає поляризовність сфери в середовищі з іншою діелектричною проникністю.
Якщо сферу із матеріалу з діелектричною проникністю {\displaystyle \varepsilon _{s}} помістити в середовище з діелектричною проникністю {\displaystyle \varepsilon _{m}}, то в зовнішньому електричному полі у сфери з'явиться дипольний момент, пропорційний полю
{\displaystyle \mathbf {P} =\alpha \mathbf {E} }.
Поляризовність сфери α визначається формулою 
{\displaystyle \alpha ={\frac {\varepsilon _{s}-\varepsilon _{m}}{\varepsilon _{s}+2\varepsilon _{m}}}}.
Формула Клаузіуса-Моссотті справедлива для ізотропних середовищ, проте діелектричні проникності можуть бути комплексними й залежними від частоти. 
Поляризовність сфери не залежить від її розмірів. Проте поляризовність довільного включення в діелектричне середовище залежить від його форми. 

## Поляритонні резонанси
Поляризовність сфери стає нескінченно великою у тому випадку, коли 
{\displaystyle \varepsilon _{s}+2\varepsilon _{m}=0}.
Така умова виконується лише на певних частотах. На цих частотах на сфері можуть локалізуватися коливання електромагнітного поля, які називаються поляритонними резонансами. Частковий випадок поляритонних резонансів — поверхневий плазмовий резонанс, який спостерігається на певних частотах на маленьких металічних частках. 